# Yusef Afloat
'Yusef Afloat' (10 de agosto de 1982 - 21 de maio de 2000) foi um rapper estadunidense, mais conhecido por fazer um duo com Nouka Basetype, chamado The Nonce, que existiu entre 1992 e 1999. Como membro do Nonce, Afloat lançou dois álbuns de estúdio, um EP e nove singles. Após sair do grupo, continuou carreira solo, até ser encontrado morto em 21 de maio de 2000 na Interestadual 110 de Los Angeles, com suspeitas de suicídio.